# Conakry

Conakry (tiếng Sosso: Kɔnakiri) là thủ đô của Guinée. Thành phố Conakry là một thành phố cảng bên Đại Tây Dương và có vai trò là trung tâm văn hóa, tài chính của Guinea với dân số 1,660,973 nguời vào năm 2014.. Ban đầu, thành phố nằm trên đảo Tombo, một trong các đảo thuộc Îles de Los, từ đó thành phố đã lan nhanh đến bán đảo Kaloum cạnh đó.
Dân số của Conakry khó thống kê chính xác, dù Cục các vấn đề châu Phi của Hoa Kỳ ước tính dân số thành phố này là 2 triệu người. Thành phố này chiếm gần 1/6 dân số Guinea.

## Khí hậu
| Dữ liệu khí hậu của Conakry (1961–1990) | Dữ liệu khí hậu của Conakry (1961–1990) | Dữ liệu khí hậu của Conakry (1961–1990) | Dữ liệu khí hậu của Conakry (1961–1990) | Dữ liệu khí hậu của Conakry (1961–1990) | Dữ liệu khí hậu của Conakry (1961–1990) | Dữ liệu khí hậu của Conakry (1961–1990) | Dữ liệu khí hậu của Conakry (1961–1990) | Dữ liệu khí hậu của Conakry (1961–1990) | Dữ liệu khí hậu của Conakry (1961–1990) | Dữ liệu khí hậu của Conakry (1961–1990) | Dữ liệu khí hậu của Conakry (1961–1990) | Dữ liệu khí hậu của Conakry (1961–1990) | Dữ liệu khí hậu của Conakry (1961–1990) |
| Tháng                                   | 1                                       | 2                                       | 3                                       | 4                                       | 5                                       | 6                                       | 7                                       | 8                                       | 9                                       | 10                                      | 11                                      | 12                                      | Năm                                     |
| --------------------------------------- | --------------------------------------- | --------------------------------------- | --------------------------------------- | --------------------------------------- | --------------------------------------- | --------------------------------------- | --------------------------------------- | --------------------------------------- | --------------------------------------- | --------------------------------------- | --------------------------------------- | --------------------------------------- | --------------------------------------- |
| Trung bình ngày tối đa °C (°F)          | 32.2 (90.0)                             | 33.1 (91.6)                             | 33.4 (92.1)                             | 33.6 (92.5)                             | 33.2 (91.8)                             | 31.8 (89.2)                             | 30.2 (86.4)                             | 29.9 (85.8)                             | 30.6 (87.1)                             | 30.9 (87.6)                             | 32.0 (89.6)                             | 32.2 (90.0)                             | 31.9 (89.4)                             |
| Trung bình ngày °C (°F)                 | 26.1 (79.0)                             | 26.5 (79.7)                             | 27.0 (80.6)                             | 27.4 (81.3)                             | 27.5 (81.5)                             | 26.5 (79.7)                             | 25.5 (77.9)                             | 25.2 (77.4)                             | 25.6 (78.1)                             | 26.3 (79.3)                             | 27.0 (80.6)                             | 26.6 (79.9)                             | 26.4 (79.5)                             |
| Tối thiểu trung bình ngày °C (°F)       | 19.0 (66.2)                             | 20.2 (68.4)                             | 21.2 (70.2)                             | 22.0 (71.6)                             | 20.7 (69.3)                             | 20.2 (68.4)                             | 20.4 (68.7)                             | 20.8 (69.4)                             | 20.7 (69.3)                             | 20.4 (68.7)                             | 21.0 (69.8)                             | 20.1 (68.2)                             | 20.6 (69.1)                             |
| Lượng mưa trung bình mm (inches)        | 1 (0.0)                                 | 1 (0.0)                                 | 3 (0.1)                                 | 22 (0.9)                                | 137 (5.4)                               | 396 (15.6)                              | 1.130 (44.5)                            | 1.104 (43.5)                            | 617 (24.3)                              | 295 (11.6)                              | 70 (2.8)                                | 8 (0.3)                                 | 3.784 (149.0)                           |
| Số ngày mưa trung bình (≥ 1.0 mm)       | 0                                       | 0                                       | 0                                       | 2                                       | 9                                       | 18                                      | 27                                      | 27                                      | 22                                      | 17                                      | 6                                       | 1                                       | 129                                     |
| Độ ẩm tương đối trung bình (%)          | 71                                      | 70                                      | 68                                      | 70                                      | 74                                      | 81                                      | 85                                      | 87                                      | 85                                      | 81                                      | 79                                      | 73                                      | 77                                      |
| Số giờ nắng trung bình tháng            | 223                                     | 224                                     | 251                                     | 222                                     | 208                                     | 153                                     | 109                                     | 87                                      | 135                                     | 189                                     | 207                                     | 214                                     | 2.222                                   |
| Nguồn: NOAA                             |                                         |                                         |                                         |                                         |                                         |                                         |                                         |                                         |                                         |                                         |                                         |                                         |                                         |